# Sanctuaire Kō
 (avril 2024).
La mise en forme du texte ne suit pas les recommandations de Wikipédia : il faut le « wikifier ».
Les points d'amélioration suivants sont les cas les plus fréquents. Le détail des points à revoir est peut-être précisé sur la page de discussion.
- Les titres sont pré-formatés par le logiciel. Ils ne sont ni en capitales, ni en gras.
- Le texte ne doit pas être écrit en capitales (les noms de famille non plus), ni en gras, ni en italique, ni en « petit »…
- Le gras n'est utilisé que pour surligner le titre de l'article dans l'introduction, une seule fois.
- L'italique est rarement utilisé : mots en langue étrangère, titres d'œuvres, noms de bateaux, etc.
- Les citations ne sont pas en italique mais en corps de texte normal. Elles sont entourées par des guillemets français : « et ».
- Les listes à puces sont à éviter, des paragraphes rédigés étant largement préférés. Les tableaux sont à réserver à la présentation de données structurées (résultats, etc.).
- Les appels de note de bas de page (petits chiffres en exposant, introduits par l'outil «  Source ») sont à placer entre la fin de phrase et le point final[comme ça].
- Les liens internes (vers d'autres articles de Wikipédia) sont à choisir avec parcimonie. Créez des liens vers des articles approfondissant le sujet. Les termes génériques sans rapport avec le sujet sont à éviter, ainsi que les répétitions de liens vers un même terme.
- Les liens externes sont à placer uniquement dans une section « Liens externes », à la fin de l'article. Ces liens sont à choisir avec parcimonie suivant les règles définies. Si un lien sert de source à l'article, son insertion dans le texte est à faire par les notes de bas de page.
- La présentation des références doit suivre les conventions bibliographiques. Il est recommandé d'utiliser les modèles {{Ouvrage}}, {{Chapitre}}, {{Article}}, {{Lien web}} et/ou {{Bibliographie}}. Le mode d'édition visuel peut mettre en forme automatiquement les références.
- Insérer une infobox (cadre d'informations à droite) n'est pas obligatoire pour parachever la mise en page.

Pour une aide détaillée, merci de consulter Aide:Wikification.
Si vous pensez que ces points ont été résolus, vous pouvez retirer ce bandeau et améliorer la mise en forme d'un autre article.
Le sanctuaire Kō (興神社) est un sanctuaire Sōja situé à Iki, dans la préfecture de Nagasaki. Il vénère tous les kami des sanctuaires de la province d'Iki. Il est situé à côté du site de Harunotsuji (en). Sont appelés sōja ou sōsha 総社, 惣社, 奏社, littéralement « sanctuaires regroupés ») les sanctuaires shinto dans lesquels tous les kamis vénérés d'une région le sont ensemble,.
Ichinomiya et Soja ne sont pas la même chose mais étaient parfois combinés
Le sanctuaire Kou se trouve à proximité du ruines de Harunotsuji (en) . Ces ruines étaient autrefois la capitale royale d'Ikikoku. Le sanctuaire est parfois considéré comme l'Ichinomiya ou le sanctuaire le plus important de la province d'Iki.
Son nom vient de Kokufu qui est une sorte d'ancien bureau du gouvernement. Il utilise désormais le caractère au nom de l'ancien roi du Japon Kō de Wa (en) (興). Les ruines de Harunotsuji (en), situées à proximité, étaient le siège du gouvernement d'Ikikoku, mais elles précèdent les bureaux de kokufu. Kō de Wa aurait pu être contemporain de ces ruines.

## Divinités
Le sanctuaire honore plusieurs dieux. Il s'agit notamment de Tarashi Nakatsuhiko no Mikoto et d'Okinaga Tarashi Hime no Mikoto. Nintoku Tenno et Ameno Tajikarawo no Mikoto sont également vénérés ici. Yaomoikane no Kami et Sumiyoshi no Okami sont d'autres divinités.
Il abrite également un sanctuaire dédié à toutes les divinités de la province d'Iki.

## Pouvoirs et bénédictions présumés
On pense que le sanctuaire offre aux visiteurs un accouchement et une garde d'enfants en toute sécurité, une fortune et une sécurité familiale,.

## Histoire
Le sanctuaire a été construit en 811. Il est lié aux sceaux gouvernementaux. Il s'agit probablement du premier sanctuaire du pays Sanuki.
Le sanctuaire Kou apparaît dans Nihon Montokutenno Jitsuroku. C'est également dans Dainihonkoku Ichinomiya ki.

## Galerie

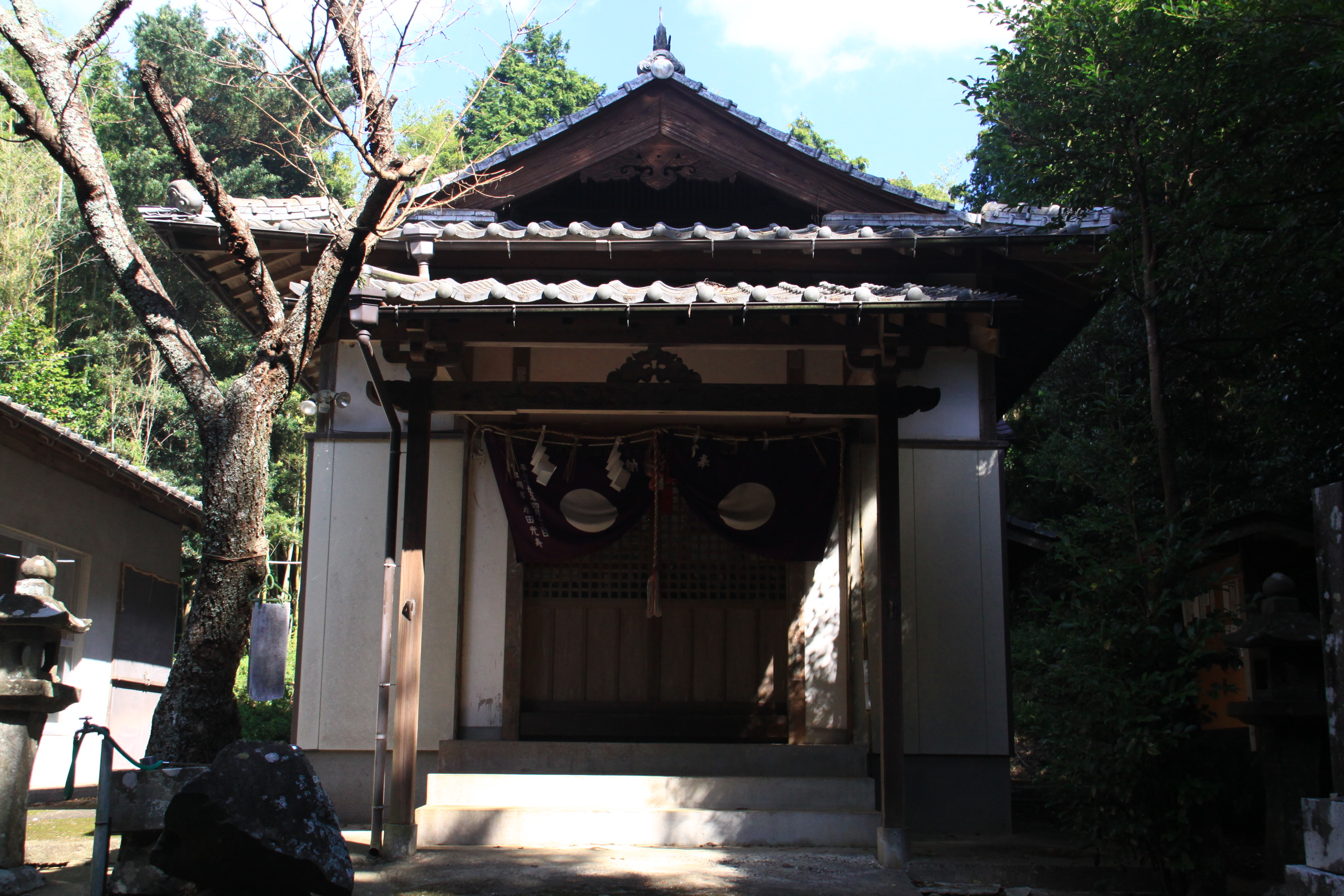
Haiden (salle de culte)
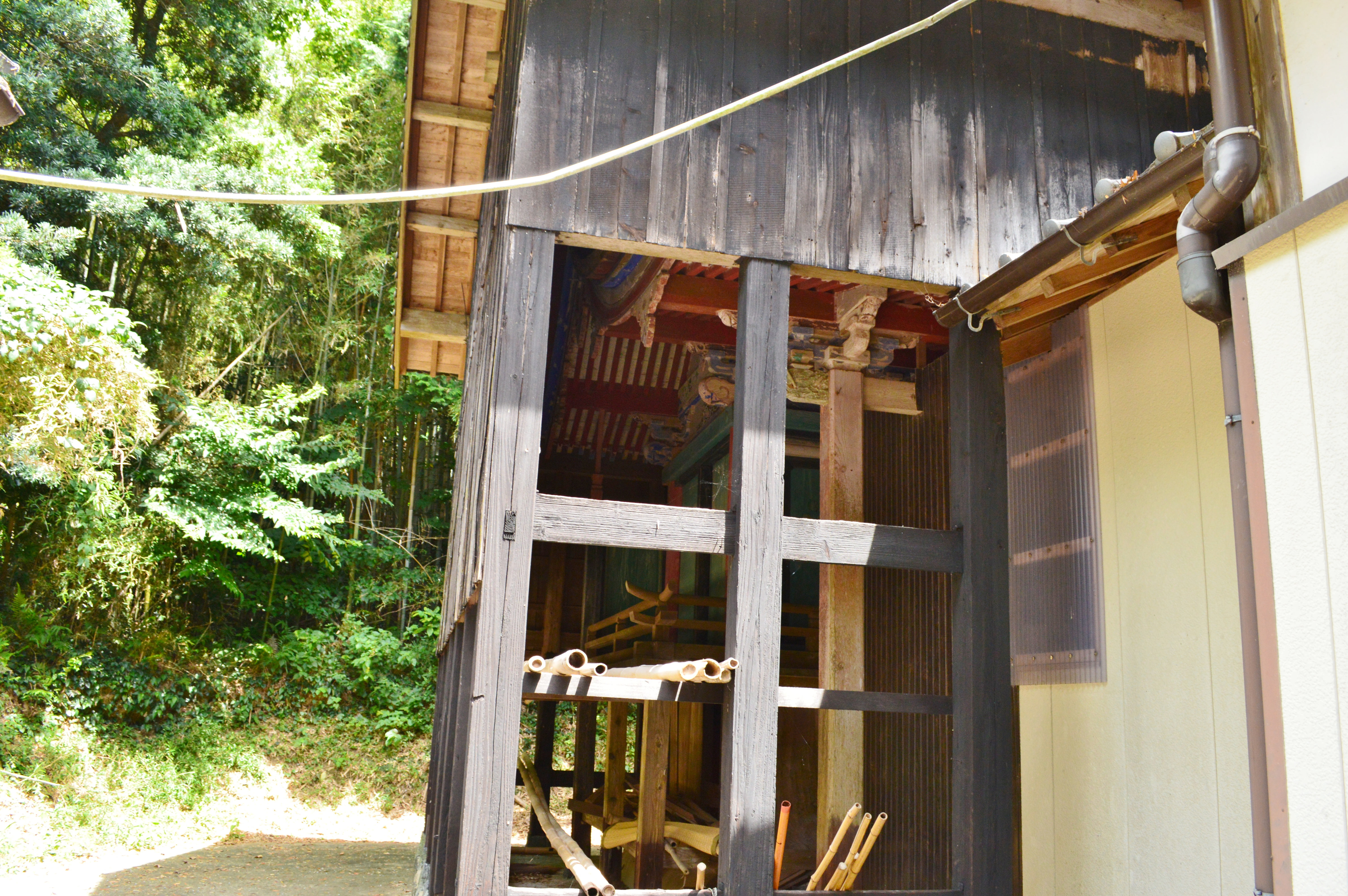
Honden (principal du sanctuaire)
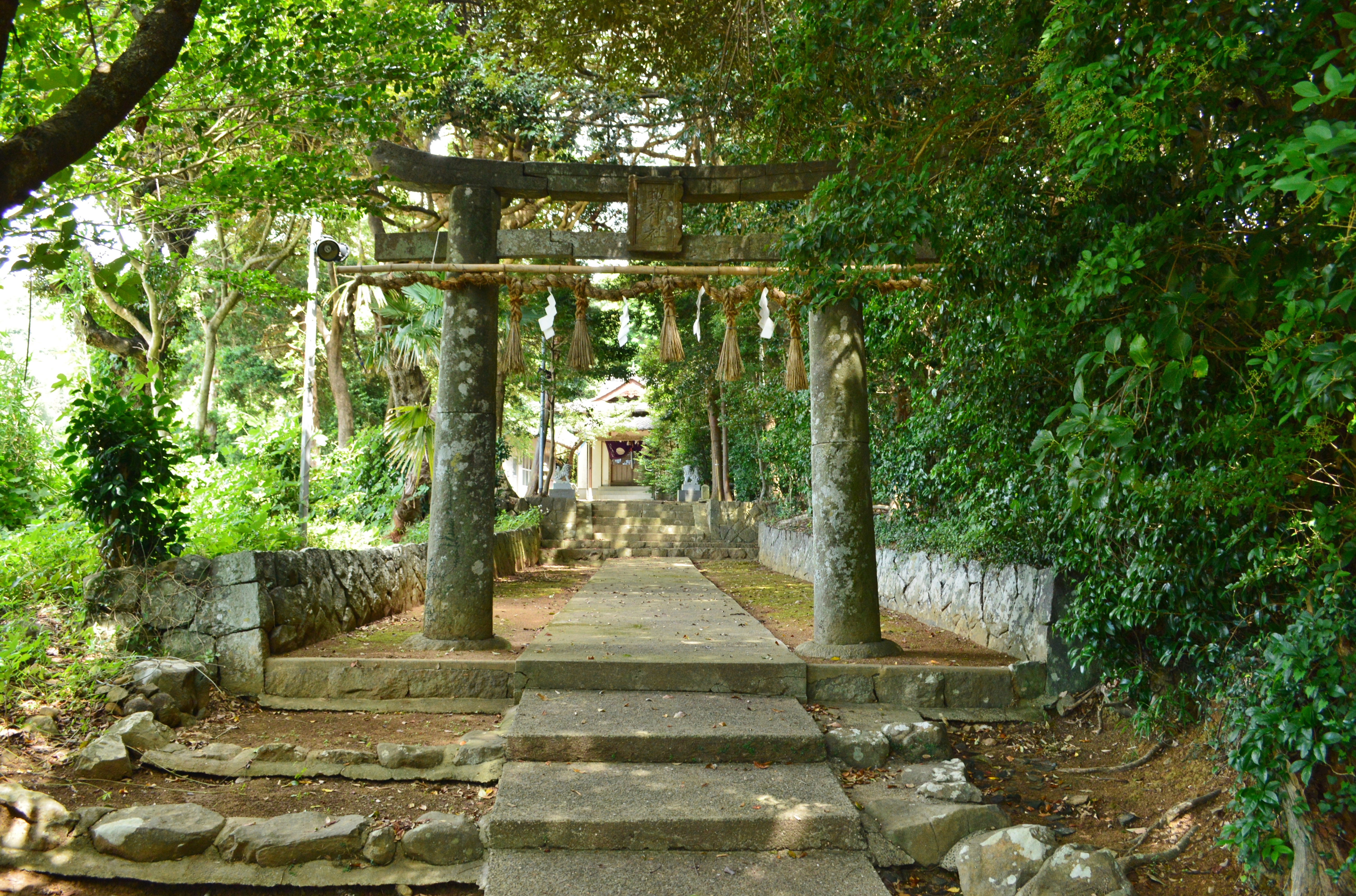
Keidai Torii (porte du sanctuaire dans l'enceinte)
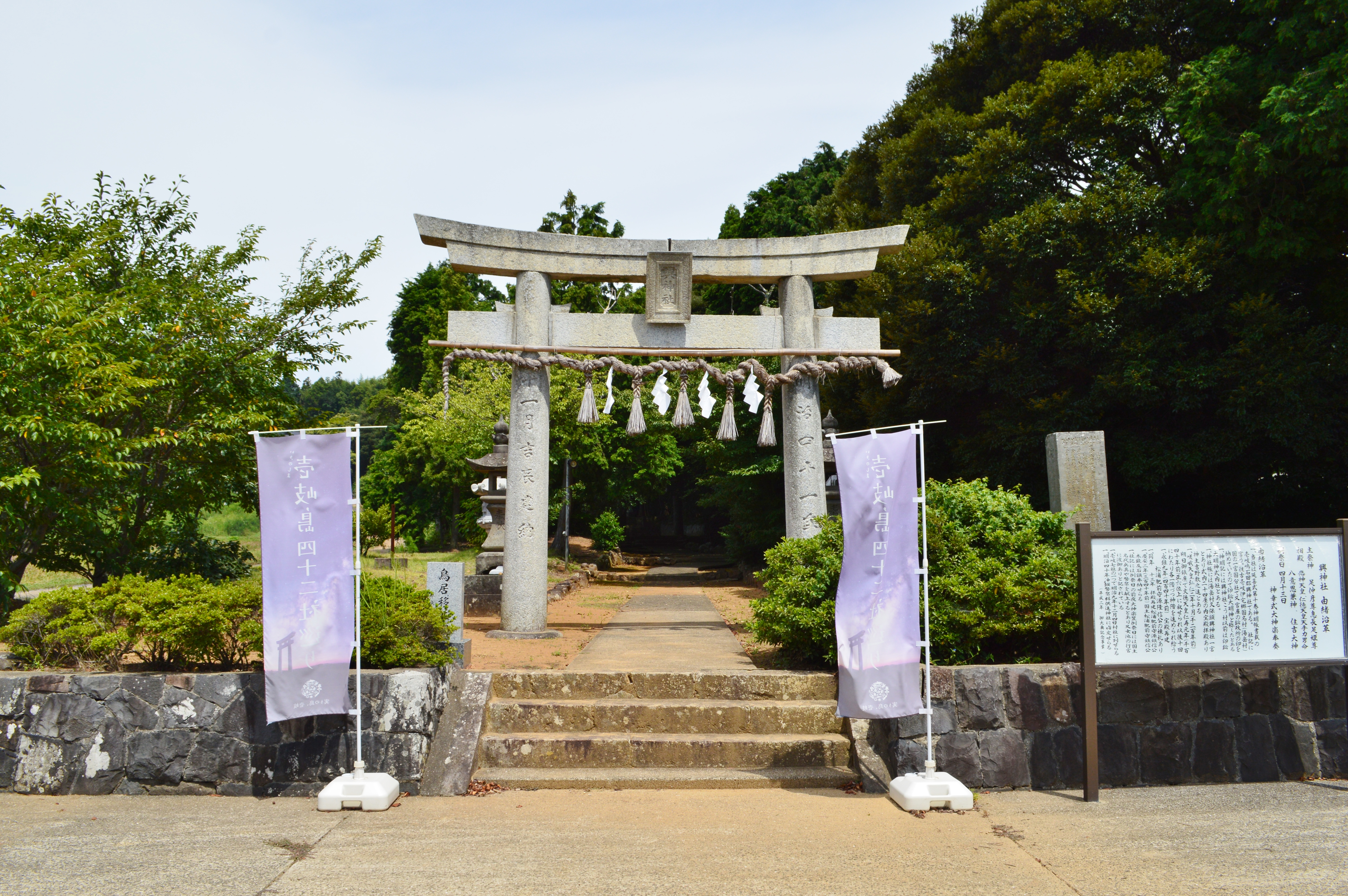
Torii (porte du sanctuaire)
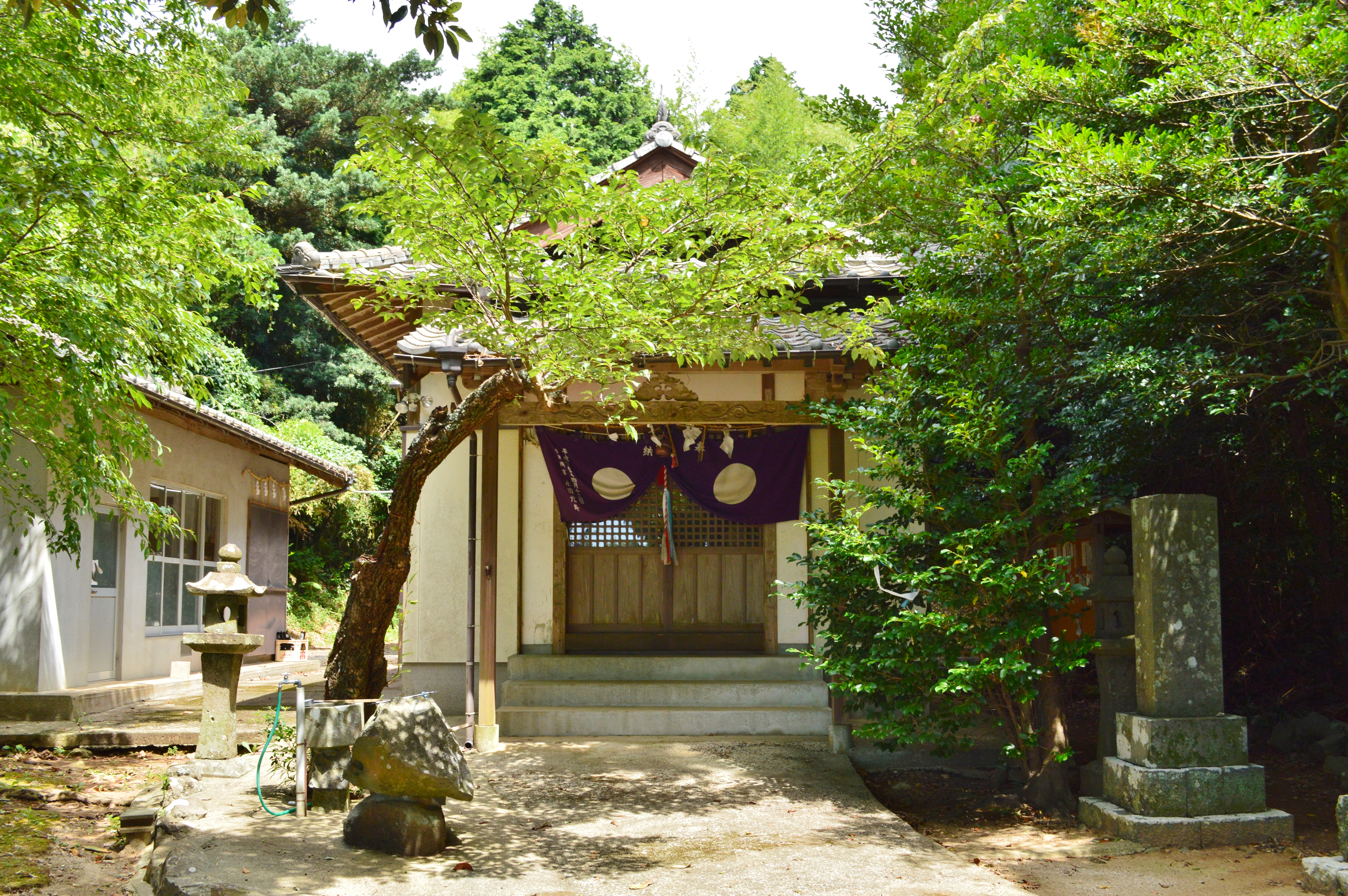
Haiden sur l'île d'Iki (salle de culte)
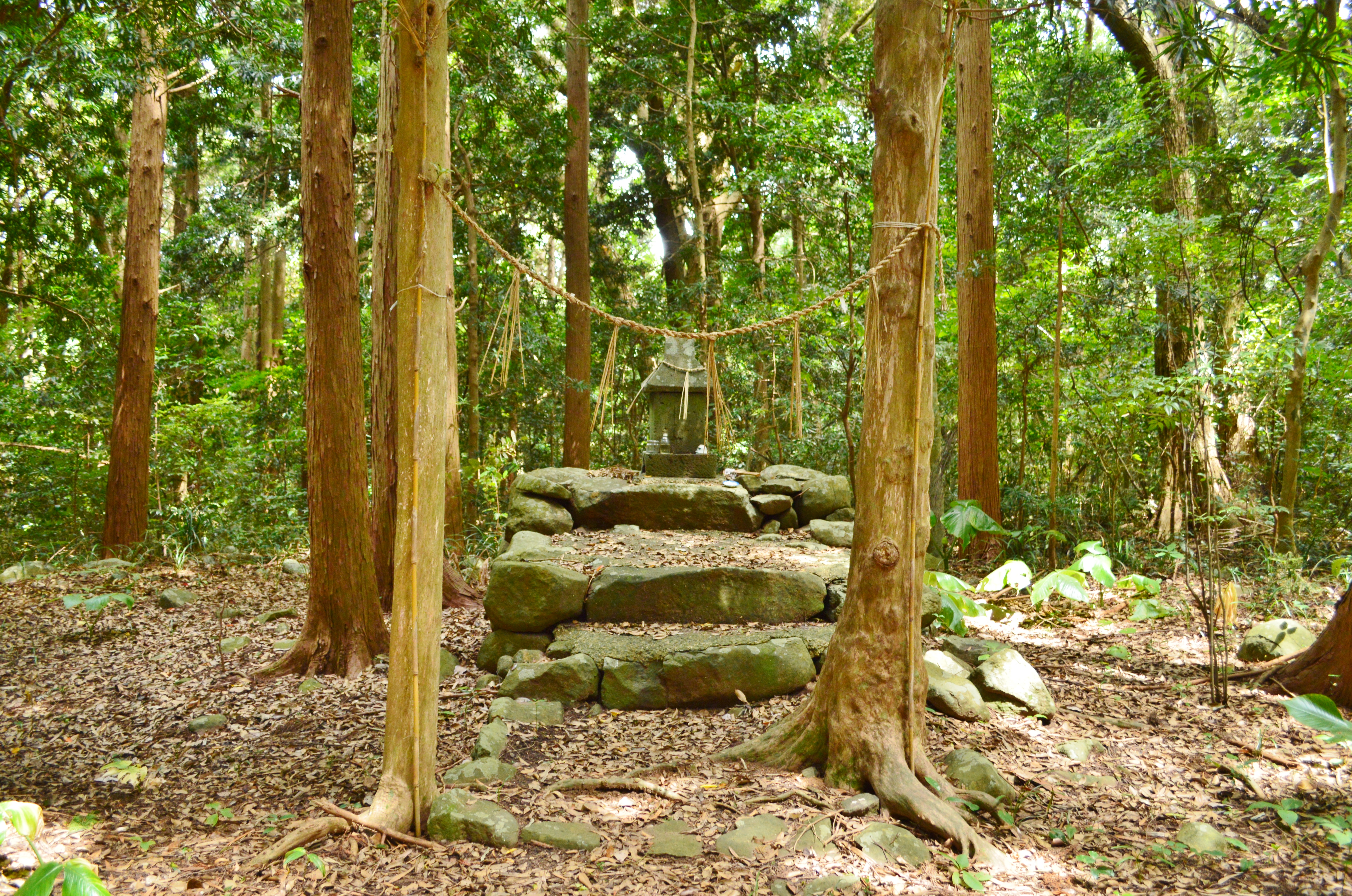
Shaden (bâtiment du sanctuaire)

## Voir également
- Ichinomiya
- Amanotanagao-jinja (simple) (Province d'Iki Ichinomiya)
- Iki-gokoku-jinja (Sanctuaire Gokoku de la province d'Iki)
- Kō of Wa (ja)